# Fred Ludlow
Fred Ludlow (* 23. August 1895 in Los Angeles; † 1984) war ein US-amerikanischer Motorradrennfahrer, der 1924 als Erster eine Geschwindigkeit von über 200 km/h auf einem Motorrad erzielte.

## Leben
Seinen Lebensunterhalt verdiente er als Lkw-Fahrer, um seinen Traum von Motorradrennen zu erfüllen. Bereits mit 16 Jahren nahm er an ersten Rennen teil, war erfolgreich und wurde 1914 Werksfahrer für Indian auf der Indian-Bahnrennmaschine. Unter anderem die Ovalbahn des Playa del Rey circuit von Los Angeles war sein Einsatzgebiet; 1916 und 1917 fuhr er überwiegend Langstreckenrennen. Im April 1918 wurde er Soldat im Ersten Weltkrieg und für ein Signal-Corp in Europa eingezogen; im August 1919 kehrte er aus Europa zurück und wurde von Harley-Davidson als Werksfahrer angeworben. Er fuhr in der später als „Wrecking-Crew“ berühmt gewordenen Rennabteilung von Harley-Davidson, die alle Ovalbahnrennen und Rekorde „einstampfte“ und in der die bekanntesten US-Rennfahrer der 1920er Jahre versammelt waren, so unter anderem Ralph Hepburn, Otto Walker, Red Parkhurst und Ray Weishaar. 1998 wurde Ludlow in die Hall of Fame der AMA aufgenommen.

## Rennen und Rekorde
Am 19. September 1921 gelang es Ludlow, im berühmten Syracuse-Meilen-Rennen von New York gegen die versammelte Fahrerelite in fünf Rennen fünf Siege einzufahren. 1922 wurde Ludlow bei Harley-Davidson entlassen und wechselte als Mechaniker zu Indian. 1923 wurde er Motorrad-Polizist beim South Pasadena Police Department und nahm in der folgenden Zeit an verschiedenen Rekordfahrten teil. Am 20. Oktober 1924 erzielte er in San Bernardino auf dem Cajon-Pass Highway mit einer Henderson 127,1 mph (204,547 km/h). Damit war Ludlow der Erste, der offiziell auf einem Motorrad über 200 km/h schnell war.
1938 versuchte Indian mit dem Indian Arrow Streamliner den absoluten Geschwindigkeitsrekord zu erzielen. Die Versuche dazu schlugen fehl; Ludlow konnte die Fahrwerksunruhen nicht kompensieren.

## Ehrungen
- Aufnahme in die Motorcycle Hall of Fame[5]